# Xerotricha madritensis
Xerotricha madritensis is een slakkensoort uit de familie van de Hygromiidae. De wetenschappelijke naam van de soort is voor het eerst geldig gepubliceerd in 1868 door Rambur.